# Рана Даджані
Рана Даджані — штатний професор у галузі досліджень молекулярної біології в Університеті Хашиміт, популяризатор та організатор системи освіти в Йорданії. 
У 2005 році здобула докторський ступінь за спеціальністю в університеті Айови (США). Фахівець з генетики, досліджень у галузі стовбурових клітин. Виступає за розширення прав та можливостей жінок, у тому числі в галузі освіти.
Дворазовий стипендіат Фулбрайта, засновник та директор неурядової організації «Ми любимо читання» — програми виховання любові до читання у дітей в арабському світі. У ході реалізації програми понад 7000 дівчаток у Йорданії, Лівані та Сирії навчилися читанню, було значно розширено мережу бібліотек у Йорданії. 
Бере участь як запрошений науковий співробітник у центрах досліджень стовбурових клітин у Єльському та Кембриджському університетах, центрі терапії стовбуровими клітинами в Йорданії. 
Рана Даджані названа однією з найвпливовіших жінок в ісламському світі, посідає 13-те місце зі «100 найвпливовіших арабських жінок» за версією журналу Arabian business.
У 2010 році була включена до програми Фонду Клінтона. У 2014 році вона отримала премію WISE у Катарі та Почесну медаль короля Хусейна.